# Monasteri di Yuso e Suso
I monasteri di Yuso e Suso si trovano a San Millán de la Cogolla, un piccolo paese della Comunità autonoma spagnola di La Rioja. I due monasteri vennero dichiarati patrimonio dell'umanità dall'UNESCO nel 1997.

## Storia
Quello di Suso è il più antico dei due, e si trova dove furono scritte le prime frasi in spagnolo e basco. Il codice in questione venne in seguito custodito nella biblioteca del monastero di Yuso prima di essere trasferito a Madrid, dove tuttora si trova. Le frasi in spagnolo sono delle note a margine su un testo in latino e sono note con il nome di Glosas Emilianenses (dal nome di san Emiliano). È aperto un dibattito sul fatto che fossero scritte in una prima versione di castigliano o in qualche dialetto collegato. In entrambi i casi l'importanza di san Emiliano quale creatore della lingua spagnola è rafforzata dalla vicinanza del villaggio di Berceo, associato a Gonzalo de Berceo, primo poeta in lingua spagnola.
A San Millán vi è una storia di cristianità che si sviluppa fin dall'epoca della vita del santo. Lo scriptorium resta attivo durante tutto il periodo di regno musulmano; ed anche nei secoli seguenti la comunità religiosa superò vari problemi che interessarono i due monasteri (compreso il saccheggio effettuato dal Principe Nero). In ogni caso lo stile di vita monastico si è evoluto col tempo; i monaci che un tempo abitavano le abbazie erano eremiti, ma Yuso si sviluppò divenendo prima una comunità benedettina, ed infine agostiniana. Come riconosciuto dall'UNESCO, San Emiliano mostra in termini materiali la trasformazione da comunità eremitica a cenobita. Al giorno d'oggi San Millán richiama i pellegrini che percorrono il cammino di Santiago di Compostela (nonostante si trovi leggermente al di fuori della rotta ufficiale, tra Nájera e Burgos). Una parte del monastero di Yuso è stato convertito in hotel.
Alcuni ebrei vissero qui sin dalla fondazione di Nájera, e soffrirono in modo particolare durante la guerra civile che vide opposti Pietro I di Castiglia ed Enrico II di Castiglia. Il 15 ottobre 1369, in seguito alla richiesta della piccola Aljama di San Millán, Enrico II ordinò che "uomini e donne cristiani e uomini e donne mori" cancellassero tutti i debiti a carico degli ebrei, in modo che "questi ultimi siano in grado di pagare prontamente le tasse". Il 10 settembre 1371 il re annullò tutti i debiti che l'abbazia ed i monaci di San Millán avevano contratto con gli ebrei a partire dalla Battaglia di Nájera.